# Index Kewensis
De Index Kewensis (IK) wordt onderhouden door de Royal Botanic Gardens, Kew (Kew Gardens): het doel is het registreren van alle formele botanische namen van zaadplanten, op het niveau van soort (species) en geslacht (genus). Later begon men ook met het opnemen van namen van families en van taxa onder het niveau van soort.
De index werd in 1885 door Charles Darwin begonnen, met regelmatige supplementen op nieuw gepubliceerde namen. Een gedigitaliseerde versie van de IK is geïntegreerd in de IPNI, zodat ze online geraadpleegd kan worden: De lemma's daarin zijn herkenbaar door de letters "(IK)".